# Medal „Za udział w wojnie obronnej 1939”
Medal „Za udział w wojnie obronnej 1939” – polskie pamiątkowe odznaczenie państwowe ustanowione ustawą z dnia 3 lipca 1981 roku jako wyraz uznania dla osób, które brały czynny udział w wojnie obronnej toczonej przez Polskę z niemieckim najeźdźcą w dniach od 1 września do 6 października 1939 roku.
Powstał jako próba pozyskania przychylności społeczeństwa dopominającego się prawdy po 1980. Podobnie jak ustanowiony w tym samym czasie w podobnym celu Warszawski Krzyż Powstańczy, mógł być nadawany pośmiertnie, a także obywatelom innych państw mającym obywatelstwo polskie w chwili wydarzeń nim upamiętnianych. Medal ten był też pierwszym peerelowskim odznaczeniem z wizerunkiem ukoronowanego orła wojskowego.

## Zasady nadawania
Medal zgodnie z ustawą nadawany był jednorazowo:
- żołnierzom regularnych jednostek i oddziałów Wojska Polskiego, Korpusu Ochrony Pogranicza i Straży Granicznej, formacji Obrony Narodowej oraz zakładowych i terenowych oddziałów czynnej obrony przeciwlotniczej
- członkom nieregularnych oddziałów ochotniczych oraz innych oddziałów i grup obronnych
- członkom zmilitaryzowanych formacji pomocniczych
- członkom organizacji szkolnych, drużyn harcerskich i innych organizacji i grup obronnych młodzieży
- pracownikom służb publicznych, zakładów użyteczności publicznej i innych zakładów pracy oraz innym osobom, które włączyły się czynnie do walki obronnej

Medal nadawany był obywatelom polskim, ale mógł być również nadawany osobom, które uczestnicząc w wojnie obronnej jako obywatele polscy, w chwili nadania posiadali inne obywatelstwo. W wyjątkowych przypadkach może być również nadawany cudzoziemcom, który wnieśli istotny wkład do wojny obronnej. Medal mógł być nadawany pośmiertnie. Medal nadawano z okazji rocznicy wybuchu II wojny światowej i Dnia Zwycięstwa.
Medal nadawała Rada Państwa na wniosek:
- Ministra Obrony Narodowej – w odniesieniu do osób pełniących czynną służbę wojskową oraz pracowników cywilnych zatrudnionych w jednostkach organizacyjnych podległych Ministrowi Obrony Narodowej
- Ministra Spraw Zagranicznych – w odniesieniu do obywateli polskich zamieszkałych za granicą oraz obywateli innych państw
- Ministra do Spraw Kombatantów oraz terenowych organów administracji państwowej stopnia wojewódzkiego – w odniesieniu do innych osób
- Związek Bojowników o Wolność i Demokrację – w odniesieniu do członków tego Związku.

Pierwsze nadania medalu miało miejsce w dniu 31 sierpnia 1981.
Ustawą z 16 października 1992 roku nadawanie medalu uznano za zakończone z dniem 8 maja 1995, a następnie przedłużono ten okres do 8 maja 1999.

## Wygląd
Odznaka medalu „Za udział w Wojnie Obronnej 1939” została zaprojektowana przez artystę rzeźbiarza Edwarda Gorola. Odznakę stanowił krążek o średnicy 40 mm, wykonany ze stopu posrebrzanego i oksydowanego. Na awersie znajduje się orzeł według wzoru obowiązującego w Wojsku Polskim w 1939 roku oraz pod nim data 1939. Na rewersie znajdował się napis ZA UDZIAŁ W WOJNIE OBRONNEJ – OJCZYZNA. Pomiędzy dwoma ostatnimi wyrazami znajdują się dwa skrzyżowane miecze.
Wstążka medalu była szara o szerokości 40 mm, a przez środek wstążki przechodzi pas w kolorach białym i amarantowym (kolory wstążki Krzyża Walecznych).
Medal „Za udział w wojnie obronnej 1939” noszono na lewej stronie piersi po Medalu „Za waszą wolność i naszą”.